# Bettmerhorn
De Bettmerhorn is een 2.872 meter hoge berg in de Berner Alpen, gelegen ten noorden van Bettmeralp in het Zwitserse kanton Wallis.
De Bettmerhorn ligt aan de zuidkant van de Bettmergrat, de bergkam die van de belangrijkste top van het gebied, de Eggishorn, naar het zuidzuidwesten loopt. De bergkam valt aan de Aletschgletsjer in het noordwesten en aan de dorpen van het Aletschgebied en het Rhônedal in het zuidoosten. Geologisch gezien behoort het tot de metamorfe schil van het granieten Aarmassief en bestaat het uit gneis en mica-schisten. Door de diepe verwering is het gesteente aan de oppervlakte sterk gefragmenteerd als een enorme puinberg, terwijl het binnenin bij elkaar wordt gehouden door permafrost.
De berg wordt ontsloten door een gondelbaan vanaf Bettmeralp die toeristen het panorama van de Aletschgletsjer biedt en de ontwikkeling van een skigebied in de winter faciliteert. Van aan het bergstation kan  men bekende bergen zien, zoals de Monte Leone, de Monte Rosa, de Matterhorn, de Weisshorn, de Mont Blanc en de Aletschhorn.
Het bergstation ligt op een hoogte van 2647 m zo'n kilometer ten zuidzuidwesten van de top. Vanaf het station leidt een wandelpad met houten trappen in ongeveer 20 minuten naar het 200 meter verder gelegen kruis op de kam, op 2786 m boven de zeespiegel. Van daaruit leidt een in 2004 door UNESCO gefinancierd hoogtepad, de Bettmergrat-Höhenweg, voor ervaren bergwandelaars over de top van de Bettmerhorn langs de bergkam naar de top van de Eggishorn. Aan het bergstation voert een kort wandelpad ook naar een panoramisch uitzichtpunt op de Aletschgletsjer.
De pistes van de Aletsch Arena aan het bergstation in oostelijke richting laten de skiër eerst door een circa 200 meter lange skitunnel naar een makkelijker punt afdalen.
De Bettmerhorn ligt binnen de grenzen van het berggebied Jungfrau-Aletsch-Bietschhorn, dat in 2001 als UNESCO-werelderfgoed werd beschermd.

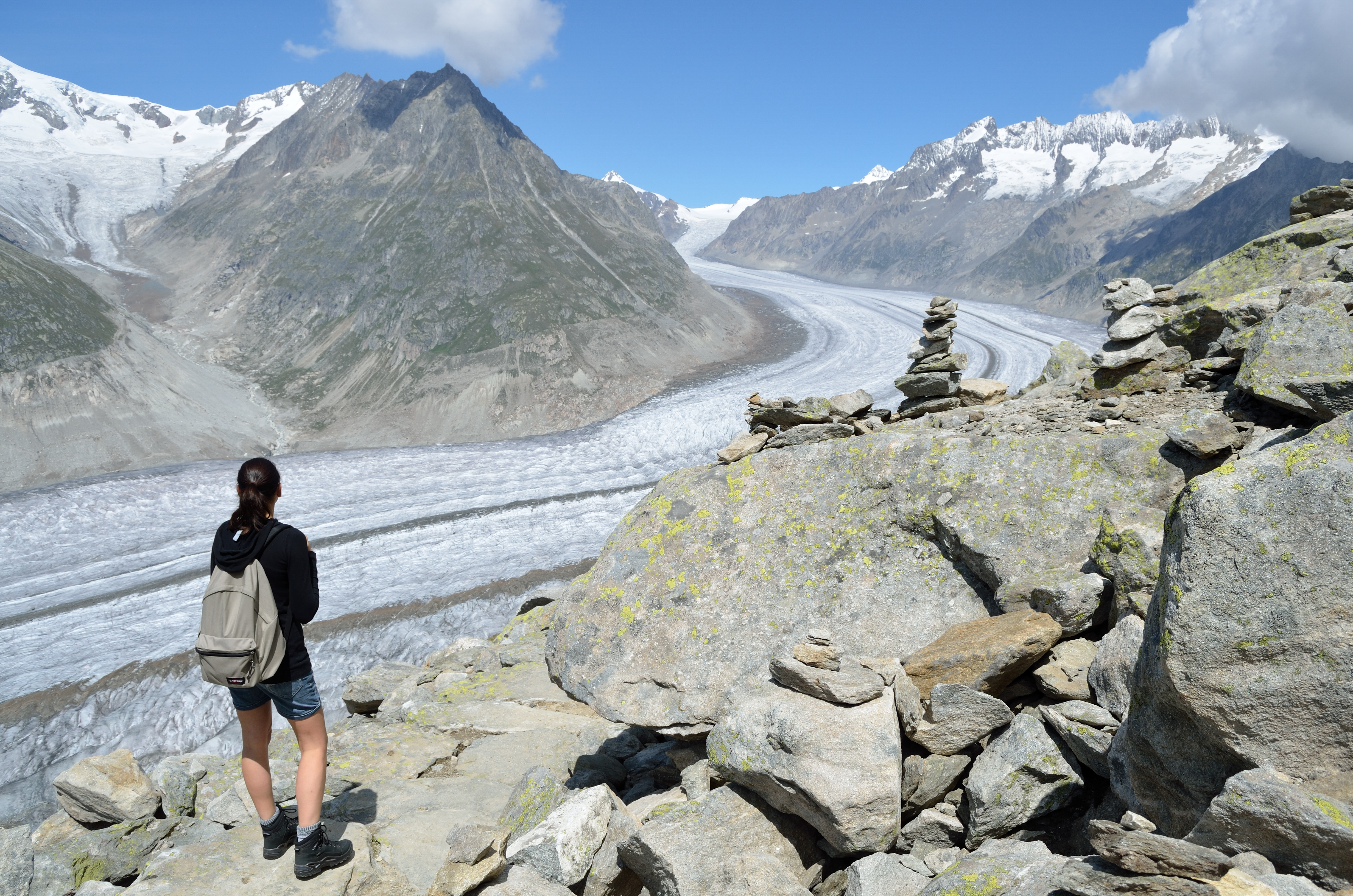
Zicht op de Aletschgletsjer
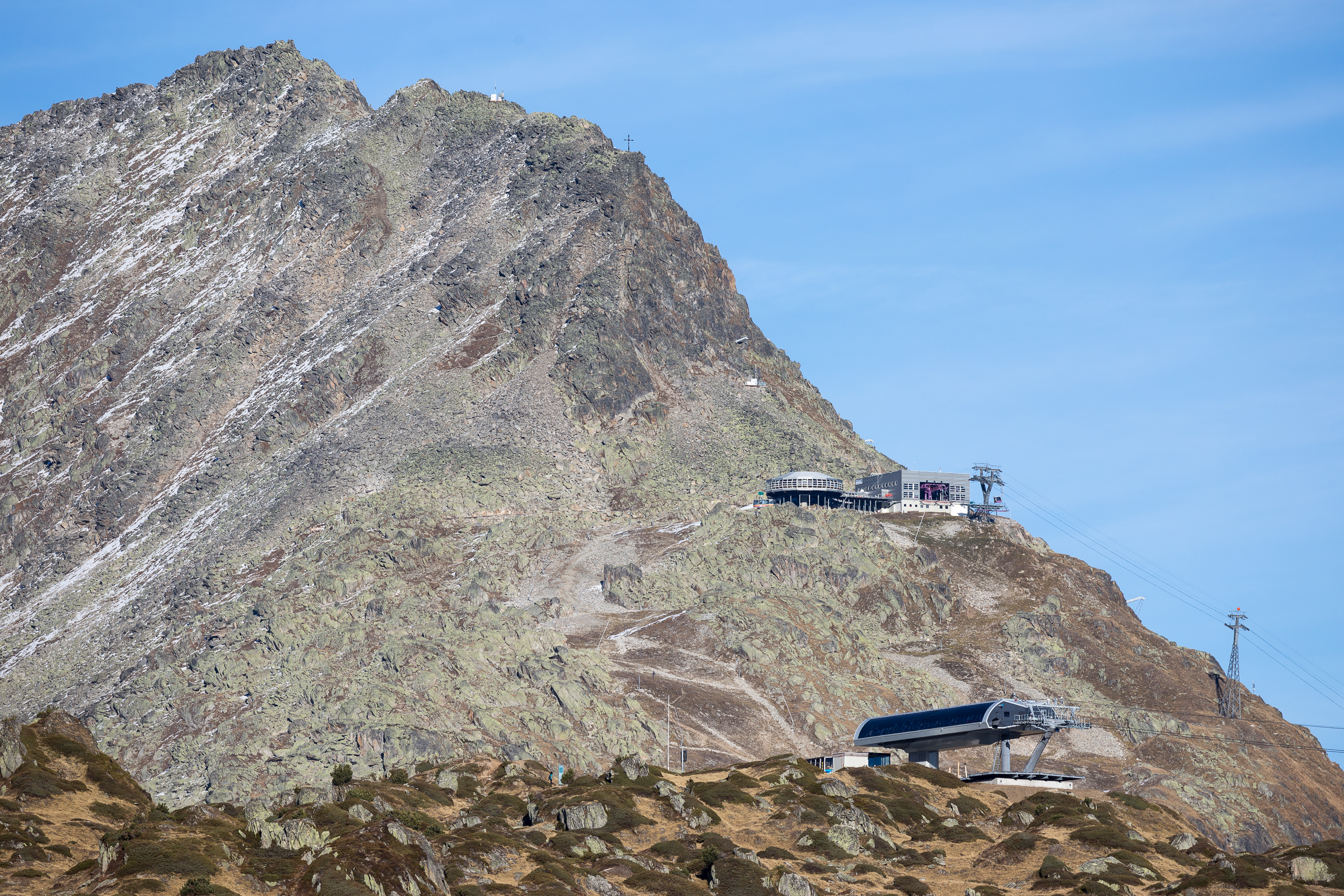
De top van de Bettmerhorn met ten zuiden op de kam een kruis tot waar een wandelpad loopt, het bergstation van de gondelbaan en op de voorgrond een skilift.
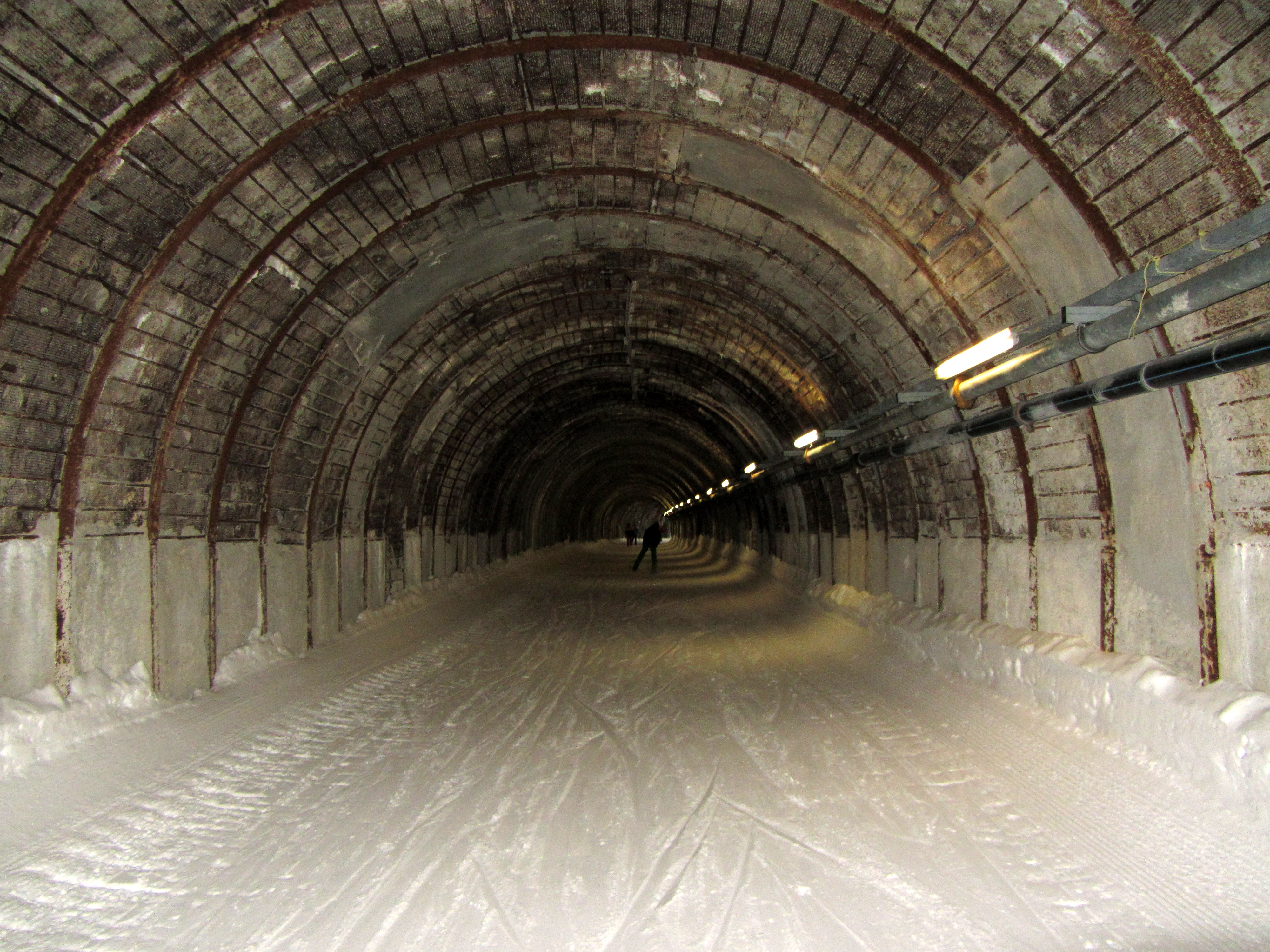
Skitunnel van aan het bergstation van de gondelbaan